# 1968 NBA Expansion Draft
Rozszerzający draft odbył się 6 maja 1968 r., z okazji przyjęcia do ligi NBA nowych klubów - Milwaukee Bucks i Phoenix Suns. Kluby wybrały z pozostałych drużyn po 18 zawodników.

## Milwaukee Bucks
| Zawodnik         | Pozycja | Narodowość        | Poprzednia drużyna     |
| ---------------- | ------- | ----------------- | ---------------------- |
| Len Chappell     | F-C     | Stany Zjednoczone | Detroit Pistons        |
| Larry Costello   | G       | Stany Zjednoczone | Philadelphia 76ers     |
| John Egan        |         | Stany Zjednoczone | Baltimore Bullets      |
| Wayne Embry      | F-C     | Stany Zjednoczone | Boston Celtics         |
| Dave Gambee      | F       | Stany Zjednoczone | San Diego Rockets      |
| Gary Gray        |         | Stany Zjednoczone | Cincinnati Royals      |
| Fred Hetzel      | F-C     | Stany Zjednoczone | San Francisco Warriors |
| Johnny Jones     | F       | Stany Zjednoczone | Boston Celtics         |
| Bob Love         | F       | Stany Zjednoczone | Cincinnati Royals      |
| Jon McGlocklin   | G       | Stany Zjednoczone | San Diego Rockets      |
| Jay Miller       |         | Stany Zjednoczone | Atlanta Hawks          |
| Bud Olsen        | C       | Stany Zjednoczone | Seattle SuperSonics    |
| George Patterson |         | Stany Zjednoczone | Detroit Pistons        |
| Jim Reid         |         | Stany Zjednoczone | Philadelphia 76ers     |
| Guy Rodgers      | G       | Stany Zjednoczone | Cincinnati Royals      |
| Tom Thacker      | G       | Stany Zjednoczone | Boston Celtics         |
| Bob Warlick      |         | Stany Zjednoczone | San Francisco Warriors |
| Bob Weiss        |         | Stany Zjednoczone | Seattle SuperSonics    |

## Phoenix Suns
| Zawodnik         | Pozycja | Narodowość        | Poprzednia drużyna     |
| ---------------- | ------- | ----------------- | ---------------------- |
| John Barnhill    | G       | Stany Zjednoczone | San Diego Rockets      |
| Emmette Bryant   |         | Stany Zjednoczone | New York Knicks        |
| Gail Goodrich    | G       | Stany Zjednoczone | Los Angeles Lakers     |
| Dennis Hamilton  |         | Stany Zjednoczone | Los Angeles Lakers     |
| Neil Johnson     | F-C     | Stany Zjednoczone | New York Knicks        |
| David Lattin     | C       | Stany Zjednoczone | San Francisco Warriors |
| Paul Long        |         | Stany Zjednoczone | Detroit Pistons        |
| Stan McKenzie    | F       | Stany Zjednoczone | Baltimore Bullets      |
| McCoy McLemore   |         | Stany Zjednoczone | Chicago Bulls          |
| Bill Melchionni  | G       | Stany Zjednoczone | Philadelphia 76ers     |
| David Schellhase |         | Stany Zjednoczone | Chicago Bulls          |
| Dick Snyder      | F-G     | Stany Zjednoczone | Atlanta Hawks          |
| Craig Spitzer    | C       | Stany Zjednoczone | Chicago Bulls          |
| Gene Tormohlen   |         | Stany Zjednoczone | Atlanta Hawks          |
| Dick Van Arsdale | F       | Stany Zjednoczone | New York Knicks        |
| Roland West      |         | Stany Zjednoczone | Baltimore Bullets      |
| John Wetzel      | G       | Stany Zjednoczone | Los Angeles Lakers     |
| George Wilson    | C       | Stany Zjednoczone | Seattle SuperSonics    |